# Cercanías Valencia
A Cercanías Valencia (valenciai nyelven: Rodalia de València)a Spanyolországban található Valencia elővárosi vasúthálózata, mely jelenleg hat vonalból és 66 állomásból áll. A hálózat hossza 252 km. Üzemeltetője a Cercanías Renfe, a Renfe elővárosi vonatait üzemeltető leányvállalata. A pályahálózat tulajdonosa az Adif.

## Útvonalak
A hálózat jelenleg hat vonalból áll:
| Járat | Útvonal                                          | Hossz (km) |
| ----- | ------------------------------------------------ | ---------- |
|       | València-Nord - Gandia / Platja i Grau de Gandia | 62         |
|       | València-Nord - Xàtiva - Moixent                 | 80         |
|       | València-Nord - Buñol - Utiel                    | 84         |
|       | València-Sant Isidre - Xirivella-l'Alter         | 2          |
|       | València-Nord-Sagunt-Caudiel                     | 72         |
|       | València-Nord - Castelló de la Plana             | 70         |

## Járművek
| Sorozat                                 | Járat | Gyártó      |
| --------------------------------------- | ----- | ----------- |
| RENFE 592 sorozat (dízel motorvonat)    |       | Macosa-MTM  |
| RENFE 447 sorozat (villamos motorvonat) |       | CAF/Siemens |
| Civia (villamos motorvonat)             |       | Alstom      |